# 클루브 티후아나
클루브 티후아나(Club Tijuana)는 멕시코 바하칼리포르니아주에 있는 티후아나를 연고로 하는 축구팀이다. 이 팀은 2007년에 창단하였다.

## 선수 명단

### 현역
참고: FIFA 자격 규정에 따라 소속된 국가대표팀 국기를 표시합니다. 선수는 복수의 FIFA 비회원국 국적을 가지고 있을 수 있습니다.
| 번호 | 포지션 | 국적 | 이름                     |
| ---- | ------ | ---- | ------------------------ |
| 2    | GK     |      | 호세 안토니오 로드리게스 |
| 11   | MF     |      | 에프라인 알바레즈        |

| 번호 | 포지션 | 국적 | 이름 |
| ---- | ------ | ---- | ---- |

## 역대 감독
| 감독               | 임기        |
| ------------------ | ----------- |
| 루벤 오마르 로마노 | 2015        |
| 미겔 에레라        | 2015 ~ 2017 |
| 미겔 에레라        | 2023 ~ 2024 |

틀:클루브 티후아나 선수 명단